# Britzer Garten
Britzer Garten – naturalistyczny park z ogrodniczymi atrakcjami w okręgu administracyjnym Neukölln, dzielnicy Britz, utworzony w 1985 roku przez Federalną Wystawę Ogrodniczą (niem. Bundesgartenschau). Obecnie znajduje się pod zarządem spółki Grün Berlin GmbH (pol. „Zielony Berlin”).

## Historia i umiejscowienie

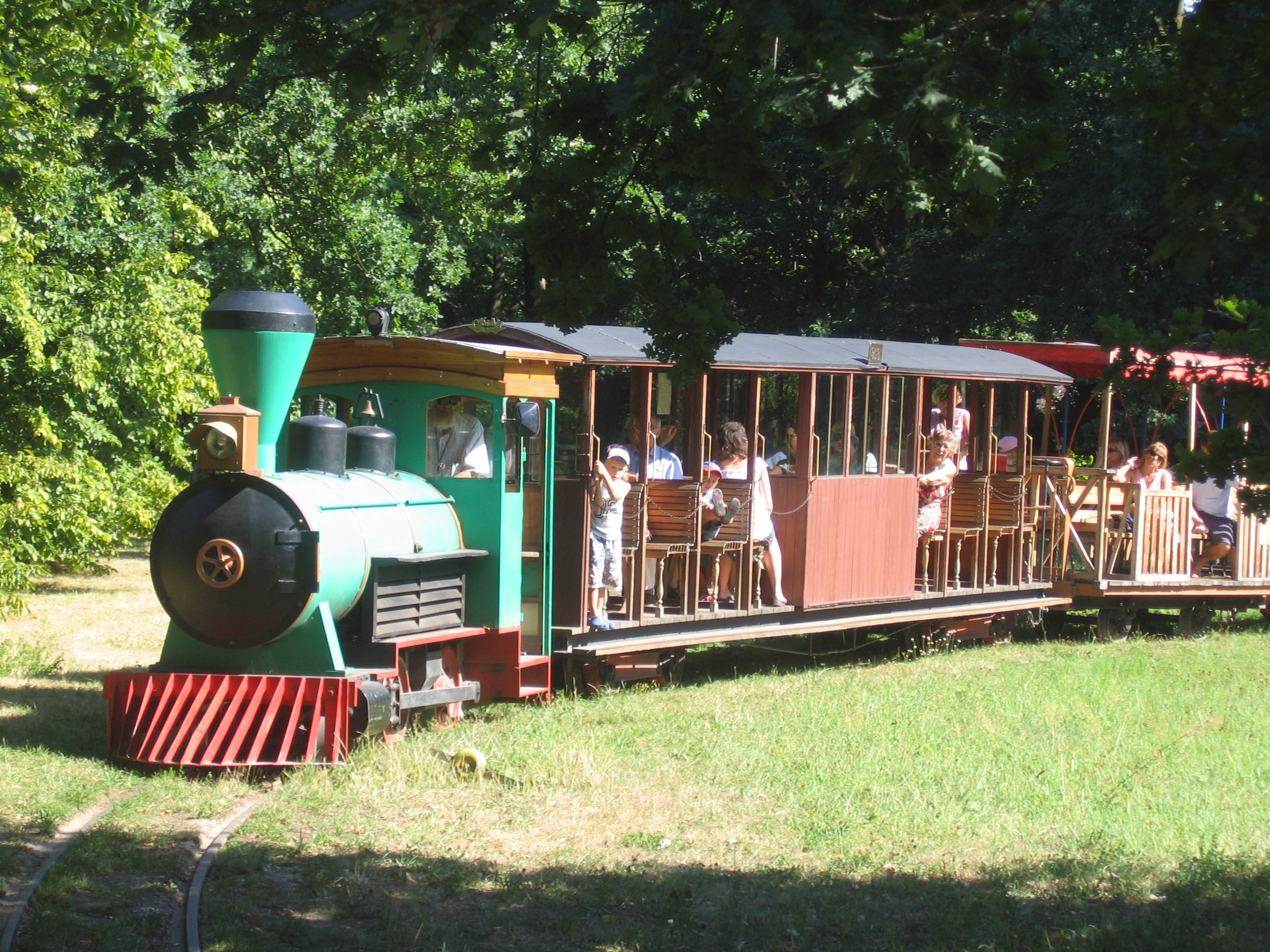
Kolejka muzealna w Britzer Garten

Park w stylu ogrodu angielskiego został zbudowany na terenach rolniczych i na działkach. Znajduje się na zachodnim skraju dzielnicy Britz. Jest umiejscowiony pomiędzy ulicami Buckower Damm, Alt-Buckow, Marienfelder Chaussee, Quarzweg, Sangerhauser Weg oraz Mohriner Allee i graniczy z dzielnicami Mariendorf oraz Buckow.
Znajdują się tu specjalne ogrody pozostające w harmonii z parkiem: w Hexengarten znajduje się ogród ziołowy, a w ogrodzie całorocznym Karl-Foerster-Staudengarten przeważa bujna roślinność różaneczników. Jest również ogród letni i ogród różany (niem. Rosengarten) w którym znajduje się 250 różnych gatunków i odmian.
Na terenie Britzer Garten znajdują się też jeziora, gaje, zagrody ze zwierzętami, mosty oraz największy w Europie zegar słoneczny (na Kalenderplatz).
Główna brama wejściowa do ogrodu usytuowana jest na ulicy Buckower Damm. Pozostałe bramy wejściowe znajdują się na: Sangerhauser Weg, Tauernallee, Mohriner Alee, Massiner Weg i Blütenachse.
Ogród zajmuje obszar 90 ha i posiada wewnętrzną komunikację – parkową kolejkę muzealną będącą atrakcją turystyczną parku (niem. Britzer Museumsbahn), która składa się z 5 stacyjek: Kalenderplatz, Festplatz, Rosengarten, Heidehof oraz Buckower Damm. Przejazd w tempie spacerowym trwa ok. 50 minut.
W parku organizowane są różne imprezy turystyczne, wystawy kwiatów (np. w Rosengarten), koncerty itp. Są też punkty gastronomiczne. Liczne drogowskazy wzdłuż alejek oraz tablice informacyjne ułatwiają poruszanie się oraz odnajdywanie określonych miejsc w parku.
Wstęp do parku jest płatny.